# Deurali (Nawalparasi)
Deurali (nep. देउराली) – gaun wikas samiti w zachodniej części Nepalu w strefie Lumbini w dystrykcie Nawalparasi. Według nepalskiego spisu powszechnego z 2001 roku liczył on 2167 gospodarstw domowych i 13353 mieszkańców (6984 kobiet i 6369 mężczyzn).